# Fuerteventura
Fuerteventura (en castellà, Fuerteventura) és una illa de l'arxipèlag de Canàries (Comunitat Autònoma de Canàries, al sud-oest de Lanzarote, de la qual és separada per l'estret de La Bocayna. Al sud, l'antiga illa de Jandía, avui unida per l'istme de la Pared i que forma la península de Jandía, li dona l'aspecte allargat que presenta Fuerteventura. Ha estat declarada reserva de la biosfera per la UNESCO. Té una extensió de 1.659 quilòmetres quadrats. La capital és Puerto del Rosario, centre d'enllaç amb les altres illes, i també nucli principal (24.000 habitants 2005). Es divideix en sis municipis:
- Antigua
- Betancuria
- La Oliva
- Pájara
- Puerto del Rosario
- Tuineje

## Relleu
L'illa és d'origen volcànic, i ofereix un relleu muntanyós, encara que sigui d'escassa altitud (Jandía, 802 m). Les roques volcàniques i les cendres ocupen la major part de l'illa, per la qual cosa, a part el clima, extremament àrid, és molt pobra i improductiva.
El nom indígena de l'illa, abans de la seva conquesta al segle xv, era Erbania, dividida en dues comarques (Jandía i Maxorata), d'on deriva el gentilici majorer. Encara que hi ha autors que esmenten també el nom Maxorata com a topònim aborigen de tota l'illa i que significa «els fills del país».

## Economia
Tant Fuerteventura com Lanzarote serien durant els segles XVI, XVII i XVIII les principals exportadores de blat i cereals a les illes centrals de l'arxipèlag; Tenerife i Gran Canaria. Si bé, aquest comerç gairebé mai va revertir en els habitants de Fuerteventura i Lanzarote (a causa que els terratinents d'aquestes illes es lucraven de l'activitat), produint-se períodes de fam, de manera que la població d'aquestes illes haver de desplaçar-se a Tenerife i Gran Canària per intentar millorar la seva sort. Constituint-se l'illa de Tenerife com el principal focus d'atracció per als habitants de Fuerteventura i Lanzarote, d'aquí el sentiment d'unió que sempre ha existit en l'àmbit popular amb Tenerife.
Una agricultura molt pobra és la principal base de la seva riquesa (conreus de tomàquets, patates i algun cereal). La ramaderia hi és representada per cabres i camells. El turisme, com més va més important, és l'altra font de riquesa.

## Símbols
La bandera de Fuerteventura està formada per dues franges verticals d'igual amplada, de colors verd al costat del pal i blanc al vol. Al centre ostenta l'escut del Cabildo insular de Fuerteventura. La bandera no és oficial, a diferència de l'escut heràldic.

## Imatges

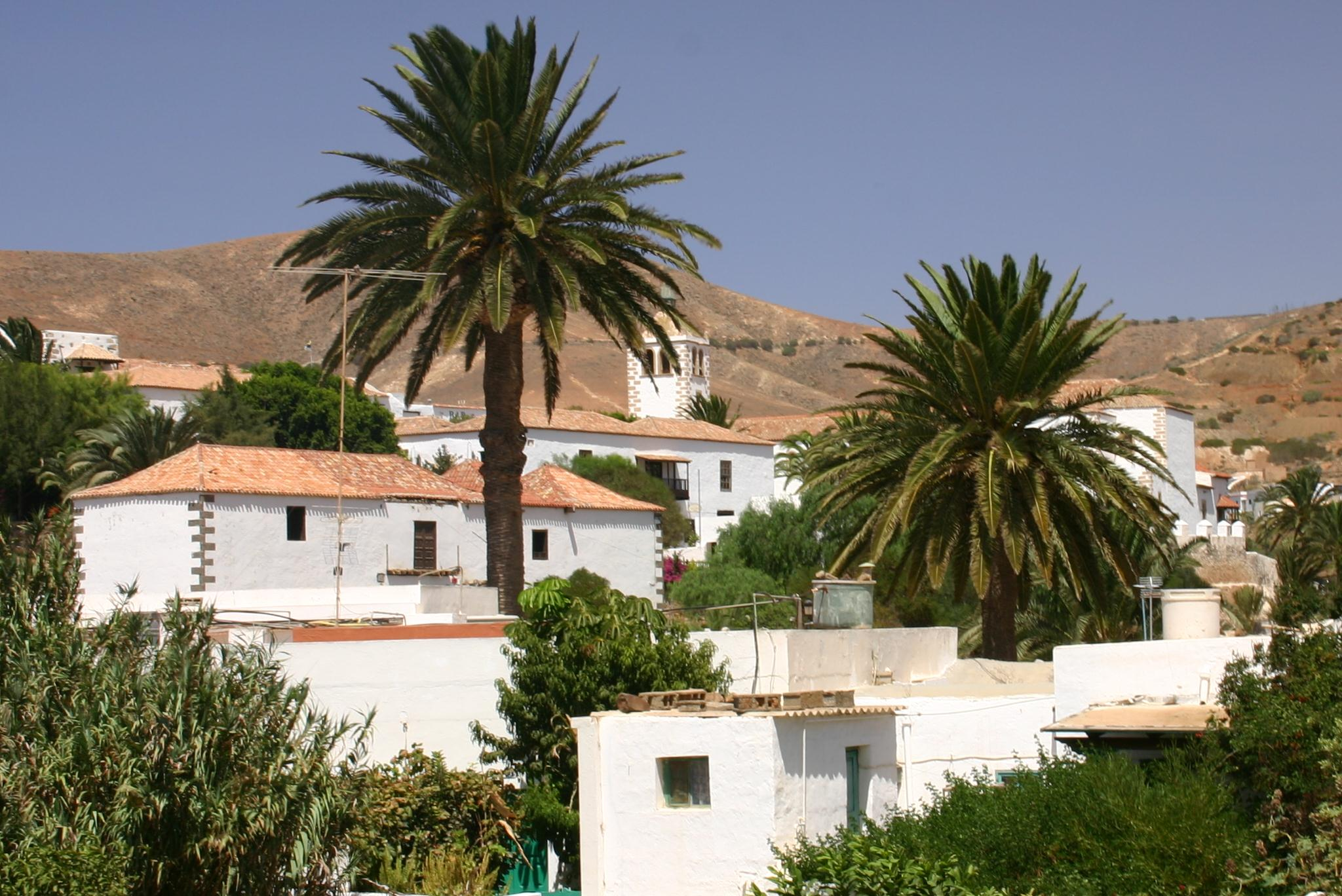
Betancuria.
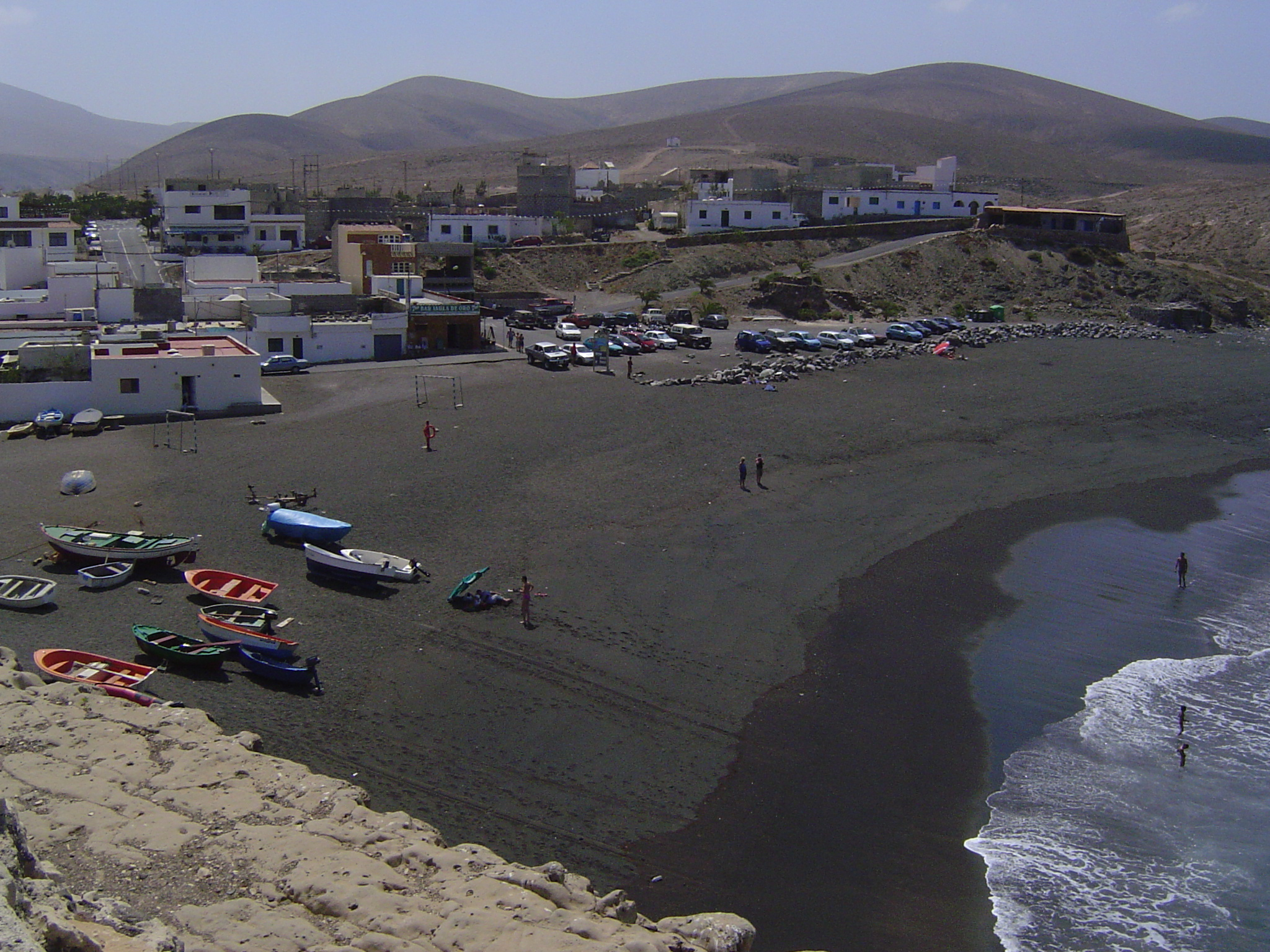
Ajuy.
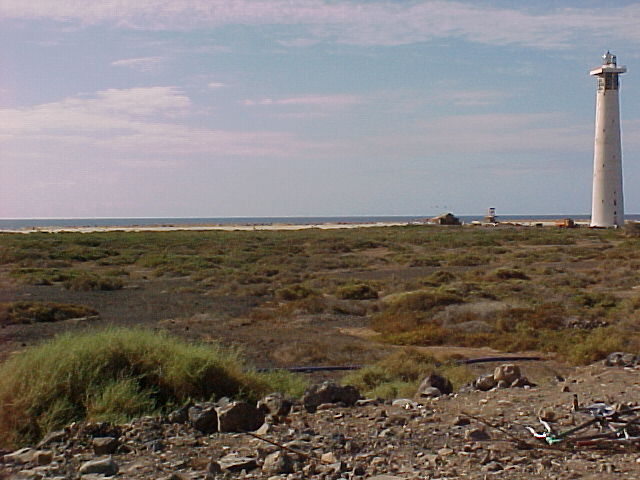
Saladar i Faro de Morro Jable.
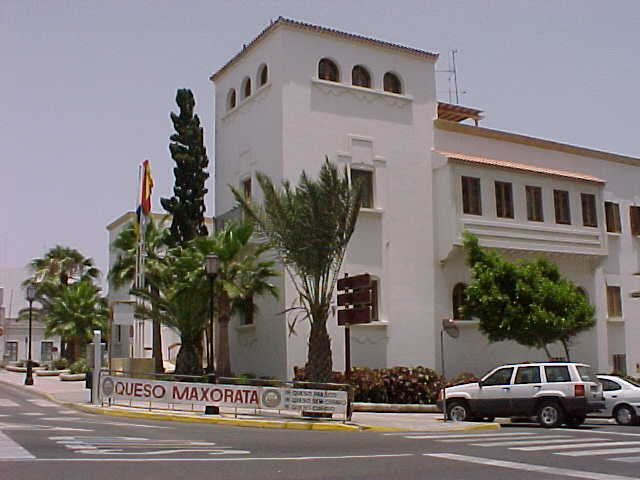
Direcció Insular del Govern
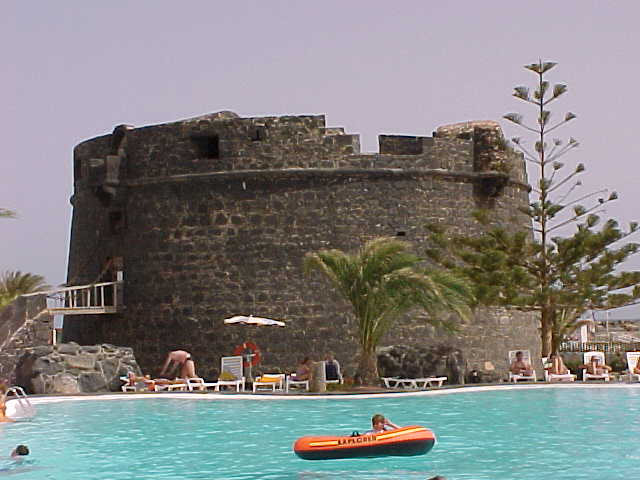
Castell de Caleta de Fuste Antigua.